# Äggtoddy
Äggtoddy (engelska: eggnog, [ˈɛɡˌnɒɡ]
 ( lyssna)) är en dryck som vanligen konsumeras runt påsk och jultid och innehåller vanligtvis socker, hoprörd äggula och med eller utan tillsats av någon form av spritdryck såsom rom, whisky, cognac eller calvados. Äggtoddyn är, framförallt i anglosaxiska länder, förknippad med julfirandet och Thanksgiving. I Sverige är den av tradition mest förekommande i påsktider.
Grundreceptet är enkelt och variationerna många. Drycken kan serveras såväl kall som varm. Äggulor och socker vispas eller rörs ut till en vit och luftig smet, därefter kan man tillsätta värmd mjölk eller kokhett vatten och smaka av med den starksprit man föredrar.

## Varianter
Vanliga varianter är att tillsätta några teskedar kakao i äggsmeten alternativt att lägga till pressad apelsin eller citron. Man kan även smaksätta toddyn med vanilj, kanel, äppelmust eller vinbärssaft. Amerikansk äggtoddy (eggnog) innehåller ofta malen muskot och den värmda mjölken ersätts av grädde. Ibland tillsätts även äggvitan, som då vispats hård i separat bunke.
Hobbel Bobbel är en variant från svensktalande Nyland (Finland) från tiden efter fortsättningskriget, då det var ont om godsaker. Grundreceptet är enkelt, råa ägg och socker ihopvispas till en smet och serveras rumstempererat i ett vanligt dricksglas som efterrätt.